# Воскресенский собор (Кызыл)
Собор Воскресения Христова (Воскресенский собор) — православный храм в городе Кызыле (Тыва), кафедральный собор Кызыльской епархии Русской православной церкви.

## История
Церемония закладки первого камня Воскресенского собора состоялась 9 марта 2002 года. В 2005 году строительство было заморожено, возобновилось в 2009-м и было закончено в 2011-м.
31 августа 2011 года Патриарх Московский и всея Руси Кирилл совершил малое освящение храма.
С февраля 2019 года в соборе начались регулярные богослужения на тувинском языке.

## Архитектура
Большое кирпичное здание Воскресенского собора представляет собой одноглавый четверик с пониженными притворами, трифолийными завершениями фасадов, с трапезной и колокольней.
Общая площадь собора, вмещающего до 2000 человек, составляет 500 м². Высота колокольни — 42 м (верхняя часть креста достигает отметки почти 50 м). Толщина стен — 1,5 м.
На звоннице собора расположены 12 колоколов, вес самого большого из них составляет 3,5 т.
В состав соборного комплекса входит часовня в честь Иверской иконы Божией Матери, построенная в 2002—2005 годах, и двухэтажное епархиальное здание («архиерейский дом»), соединённое с собором подземным ходом.

## Святыни
В соборе хранятся принесённые в дар Кызыльской епархии в сентябре 2014 года частицы мощей 83-х Киево-Печерских святых, среди которых — преподобные Илья Муромец, Нестор Летописец, Марк Гробокопатель, Алипий Иконописец, священномученик Владимир, митрополит Киевский.

## Настоятели
- Феофан (Ким) (с 2011), архиепископ Корейский[9].